# La estructura a gran escala del espacio-tiempo
La estructura a gran escala del espacio-tiempo es un libro publicado en el año 1973 sobre la física teórica del espacio-tiempo por Stephen Hawking y George Ellis.

## De fondo
Hawking y Ellis intentan describir los fundamentos del espacio, y su infinita expansión, utilizando la geometría diferencial para examinar las consecuencias de la teoría de la relatividad general del físico Albert Einstein.
Hawking coescribió el libro con Ellis, cuando era un postdoctorado en la Universidad de Cambridge. En su 1988 libro Breve historia del tiempo,  describe La estructura a gran escala del espacio-tiempo  como "altamente técnico" e ilegible para el lector común.
El libro, ahora considerado como un clásico, también ha aparecido como libro de bolsillo y ha sido reimprimido muchas veces.